# 小行星1436
小行星1436（1436 Salonta）是一颗围绕太阳公转的小行星。1936年12月11日，庫林·捷爾吉在布达佩斯发现了此天体。
該小行星以羅馬尼亞的城鎮薩隆塔命名。
这颗小行星的绝对星等为28.96491等。